# Красный Кордон (Пензенская область)
Красный Кордон — поселок в Мокшанском районе Пензенской области. Входит в состав городского поселения рабочий посёлок Мокшан.

## География
Находится в северной части Пензенской области на расстоянии приблизительно 3 км по прямой на север от районного центра посёлка Мокшан.

## История
Основан как посёлок Трудовой в начале 1920-х годов. В 1926 году — Саранка, в 1933 году — посёлок Красная Саранка при кирпичном заводе. Затем посёлок местного лесничества. В 1955 году работал совхоз «Парижская коммуна». С 2005 года некоторое время учитывался как часть посёлка Мокшан. В 2004 году — 4 хозяйства.

## Население
Численность населения: 132 человека (1926 год), 106 (1959), 25 (1979), 14(1989), 22 (1996). Население составляло 14 человек (русские 93 %) в 2002 году, 6 в 2010.